# Thomas Couture

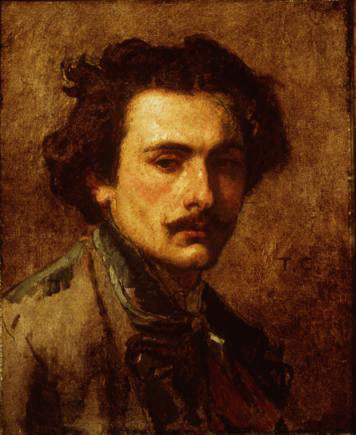
Thomas Couture, Selbstporträt

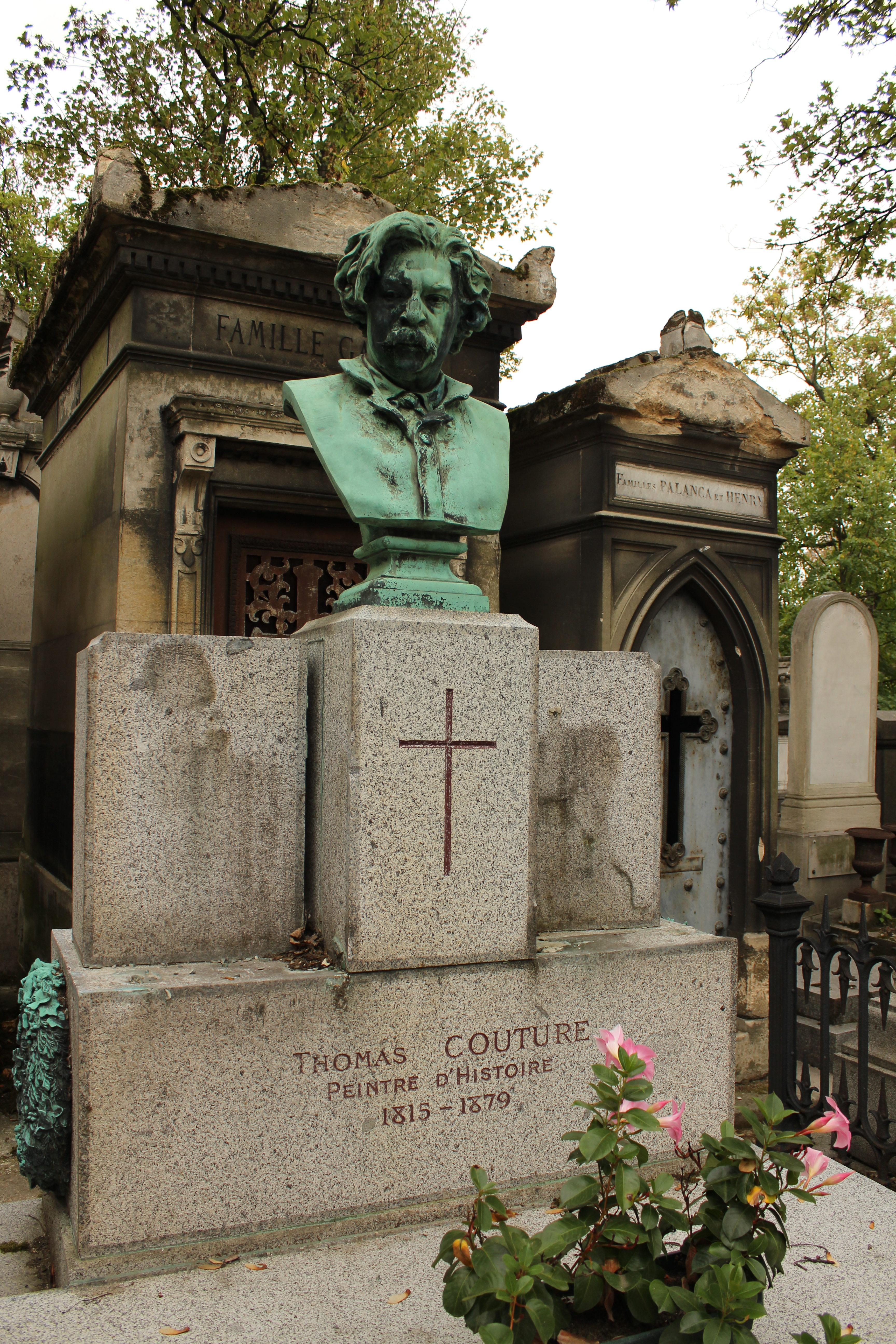
Coutures Grab auf dem Friedhof Père-Lachaise

Thomas Couture (geboren 21. Dezember 1815 in Senlis, Département Oise; gestorben 30. März 1879 in Villiers-le-Bel, Département Val-d’Oise) war ein französischer Maler.

## Leben
Couture war ein Schüler von Antoine-Jean Gros und Paul Delaroche. Er gewann Anfang der 1840er Jahre hohes Ansehen, da er die Eleganz der Zeichnung, die der klassischen französischen Schule eigen war, mit einem erhöhten Reiz der Farbe und Schwung der Darstellung zu verbinden wusste; man stand nicht an, ihn als französischen Veronese zu bezeichnen und an sein Auftreten die Hoffnung auf die Entstehung einer großen koloristischen Schule zu knüpfen.
Sein Hauptwerk Die Römer der Verfallszeit (im Musée d’Orsay), das im Salon von 1847 einen Triumph feierte wie kaum je das Werk eines französischen Malers zuvor, wirke ebenso sehr durch die großartige Bravour der Zeichnung wie durch das Kolorit, dessen gedämpfte Glut mit dem Stoff des Bildes harmoniert. Diesem Bild gingen noch einige andere Werke des Meisters voraus, die dieselben Ideen und Vorzüge, wenn auch noch nicht in gleicher Entfaltung, zeigen; so Der junge Venezianer nach einer Orgie, Der verlorene Sohn, Die Liebe zum Gold (gemalt 1844, im Museum von Toulouse) und Der Triumph der Kurtisane.
Sehr bekannt wurde 1855 Der Falkner; doch habe Couture nach seinen Römern der Verfallszeit nichts Bedeutenderes mehr geleistet. Seine Wandmalereien in der Pfarrkirche St-Eustache de Paris, dem Leben der Maria entnommen, seien inhaltlos und manieriert. Dagegen veranlasste seine virtuose Technik einen großen Zulauf von Schülern, auch aus Deutschland, sodass er besonders in den 1850er Jahren ein sehr gefragter Meister war. Zu seinen Schülern gehörten Puvis de Chavannes, William Morris Hunt, Anselm Feuerbach, Victor Müller, Édouard Manet, Thomas Satterwhite Noble, Marcellin Desboutin und der spätere Journalist und Politiker Antonin Proust.
Im Alter von 63 Jahren starb Thomas Couture am 30. März 1879 auf seinem Schloss in Villiers-le-Bel, Île-de-France.
Couture wurde erneut bekannt, da sich eines seiner Werke im so genannten Schwabinger Kunstfund befand und Anfang 2019 an die Erben des früheren Besitzers, des Politikers und Nazi-Gegners Georges Mandel, zurückgegeben wurde.

## Werke (Auswahl)

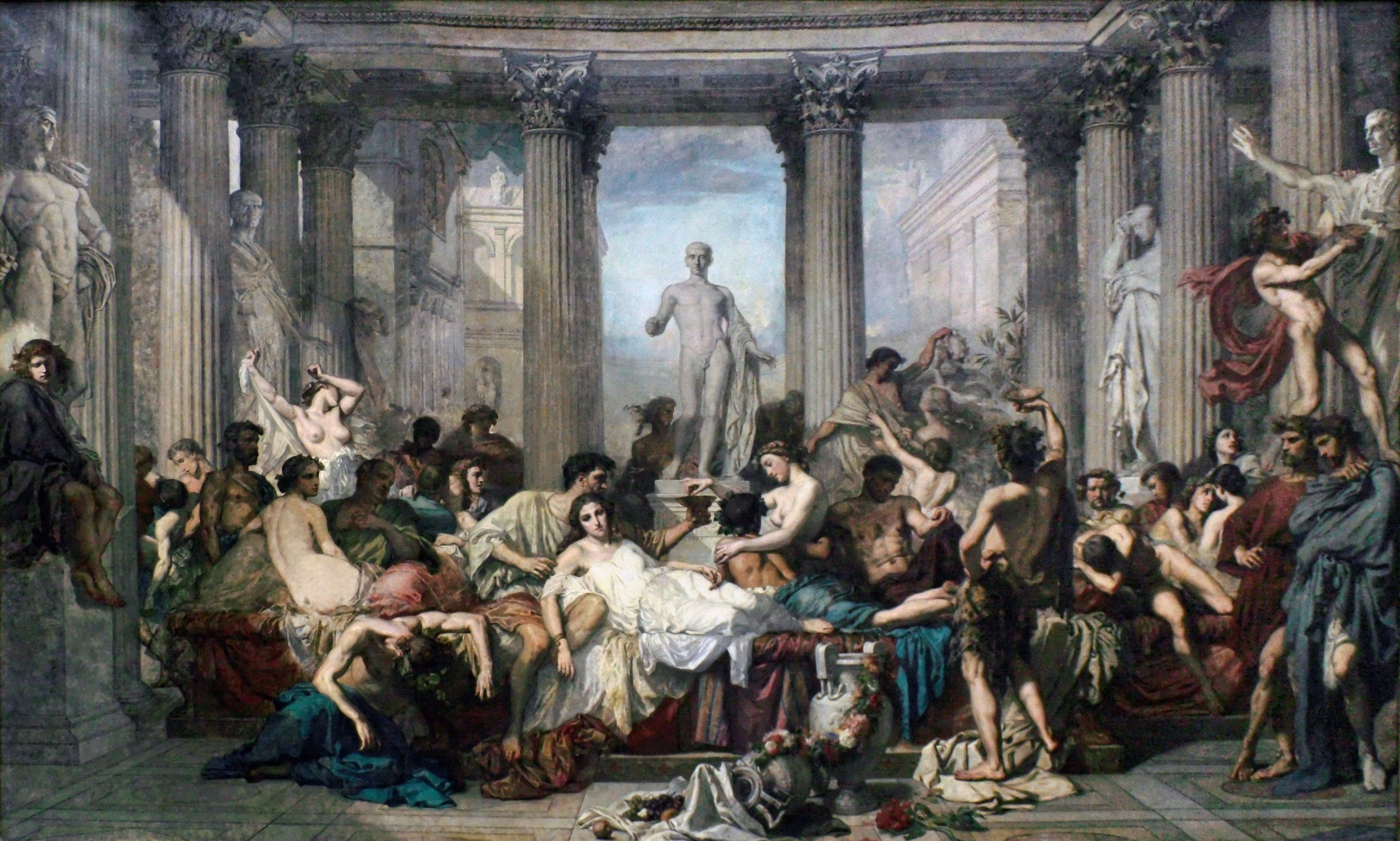
Die Römer der Verfallszeit

### Bilder
- Damokles, Leinwand, 253 × 154 cm.
Caen, Musée des Beaux-Arts.
- Der Falkner, Leinwand, 42 × 61 cm.
Budapest, Ungarische Nationalgalerie.
- Der kranke Pierrot, Holz, 43 × 35 cm.
Kansas City (Missouri), Nelson-Atkins Museum of Art.

### Schriften
- Méthode et entretiens d’atelier. Selbstverlag, Paris 1868
- Paysage. Entretiens d’atelier. Selbstverlag, Paris 1869